# Wadlew (gmina)
Wadlew (od 1973 Drużbice) – dawna gmina wiejska istniejąca do 1954 roku w woj. łódzkim. Siedzibą władz gminy był Wadlew.
Gmina Wadlew została utworzona ukazem carskim z dn. 15 III 1859 r. dotyczącym reorganizacji gmin w Królestwie Polskim została utworzona na terenie powiatu piotrkowskiego guberni warszawskiej (od 1867 r. guberni piotrkowskiej (powierzchnia 11784 mórg,  liczba mieszkańców 5274). W 1868 roku do gminy włączono zniesioną gminę Drużbice.
W okresie międzywojennym gmina Wadlew należała do powiatu piotrkowskiego w woj. łódzkim. Po wojnie gmina zachowała przynależność administracyjną. Według stanu z dnia 1 lipca 1952 roku gmina składała się z 22 gromad: Brzezie, Chynów, Drużbice, Drużbice kol., Głupice, Gręboszów, Kazimierzów, Kobyłki, Łęczyca, Patok, Piętków, Podstoła, Rawicz, Redociny, Stoczki-Porąbki, Stoki, Teofilów, Teresin, Wadlew, Wola Rożniatowska, Zabiełów i Zwierzyniec.
Gminę Wadlew zniesiono 29 września 1954 roku wraz z reformą wprowadzającą gromady w miejsce gmin. Po reaktywowaniu gmin z dniem 1 stycznia 1973 roku gminy Drużbice nie przywrócono, utworzono natomiast jej terytorialny odpowiednik, gminę Drużbice w powiecie bełchatowskim.